# Ecilda Paullier
Ecilda Paullier – miasto w Urugwaju, w departamencie San José.